# Ulten
Ulten (italià Ultimo) és un municipi italià, dins de la província autònoma de Tirol del Sud. És un dels municipis del districte de Burggrafenamt. L'any 2007 tenia 2.959 habitants. Comprèn les fraccions de St. Gertraud (San Gertrude), St. Nikolaus (San Nicolò) i St. Walburg (Santa Valburga). Limita amb els municipis de Bresimo (TN), Kastelbell-Tschars, Latsch, Laurein, Martell, Naturns, Proveis, Rabbi (TN), Rumo (TN), St. Pankraz.

## Situació lingüística
| Pertinença lingüística (cens 2001) | 99,15% alemany |
| Pertinença lingüística (cens 2001) | 0,85% italià   |
| Pertinença lingüística (cens 2001) | 0,00% ladí     |

## Administració

Territori comunal

| Període | Identitat   | Partit |
| ------- | ----------- | ------ |
| 2004-   | Rudolf Ties | SVP    |